# Buzara
Buzara är ett släkte av fjärilar. Buzara ingår i familjen nattflyn.
Kladogram enligt Catalogue of Life:
| Buzara | \| \| Buzara chrysomela \| \| \| \| \| \| Buzara circumducta \| \| \| \| \| \| Buzara eurychrysa \| \| \| \| \| \| Buzara gestroi \| \| \| \| |
|        | \| \| Buzara chrysomela \| \| \| \| \| \| Buzara circumducta \| \| \| \| \| \| Buzara eurychrysa \| \| \| \| \| \| Buzara gestroi \| \| \| \| |
|        | Buzara chrysomela |
|        | |
|        | Buzara circumducta |
|        | |
|        | Buzara eurychrysa |
|        | |
|        | Buzara gestroi |
|        | |